# The Woman in Black (film 1989)
The Woman in Black è un film per la televisione del 1989 diretto da Herbert Wise e con protagonista Adrian Rawlins, adattamento cinematografico del romanzo gotico La donna in nero dell'autrice britannica Susan Hill e pubblicato in Italia dalla Polillo editore. Questo film ha avuto un remake omonimo nel 2012.